# Nuevo Partido Democrático de Ontario
El Nuevo Partido Democrático de Ontario (inglés: Ontario New Democratic Party, NPDO), antiguamente llamado Federación del commonwealth cooperatif (sección ontarianas) es un partido político de la provincia canadiense de Ontario. Está asociado al NPD federal.

## Líderes del partido
- E. B. (Ted) Jolliffe) (1942-1953)
- Donald C. MacDonald (1953-1970)
- Stephen Lewis (1970-1978)
- Michael Morris Cassidy (1978-1982)
- Bob Rae (1982-1996) (Primer ministro 1990-1995)
- Howard Hampton (1996-2009)
- Andrea Horwath (2009-hoy)

## Resultados electorales
| Año  | # de votos     | % de votos | # de escaños obtenidos | +/– | Gobierno            |
| ---- | -------------- | ---------- | ---------------------- | --- | ------------------- |
| 1934 | 108.961 (3º)   | 6,98%      | 1/90                   |     | Oposición           |
| 1937 | 83.579 (3º)    | 5,32%      | 0/90                   | 1   | Extraparlamentario  |
| 1943 | 415.441 (2º)   | 31,62%     | 34/90                  | 34  | Oposición           |
| 1945 | 395.708 (3º)   | 22,41%     | 8/90                   | 26  | Oposición           |
| 1948 | 466.274 (3º)   | 26,52%     | 21/90                  | 13  | Oposición           |
| 1951 | 339.362 (3º)   | 19,10%     | 2/90                   | 19  | Oposición           |
| 1955 | 291.410 (3º)   | 16,54%     | 3/98                   | 1   | Oposición           |
| 1959 | 313.834 (3º)   | 16,67%     | 5/98                   | 2   | Oposición           |
| 1963 | 340.208 (3º)   | 15,71%     | 7/108                  | 2   | Oposición           |
| 1967 | 628.397 (3º)   | 25,97%     | 20/117                 | 13  | Oposición           |
| 1971 | 893.379 (3º)   | 27,15%     | 19/117                 | 1   | Oposición           |
| 1975 | 956.904 (3º)   | 28,94%     | 38/125                 | 19  | Oposición           |
| 1977 | 940.691 (3º)   | 28,16%     | 33/125                 | 5   | Oposición           |
| 1981 | 672.824 (3º)   | 21,14%     | 21/125                 | 12  | Oposición           |
| 1985 | 857.743 (3º)   | 23,59%     | 25/125                 | 4   | Oposición           |
| 1987 | 970.813 (2º)   | 25,70%     | 19/130                 | 6   | Oposición           |
| 1990 | 1.509.506 (1º) | 37,60%     | 74/130                 | 55  | Gobierno en mayoría |
| 1995 | 854.163 (3º)   | 20,60%     | 17/130                 | 57  | Oposición           |
| 1999 | 551.009 (3º)   | 12,60%     | 9/103                  | 8   | Oposición           |
| 2003 | 660.730 (3º)   | 14,70%     | 7/103                  | 2   | Oposición           |
| 2007 | 741.465 (3º)   | 16,77%     | 10/107                 | 3   | Oposición           |
| 2011 | 981.508 (3º)   | 22,74%     | 17/107                 | 7   | Oposición           |
| 2014 | 1.144.576 (3º) | 23,75%     | 21/107                 | 4   | Oposición           |
| 2018 | 1.929.966 (2º) | 33,34%     | 40/124                 | 19  | Oposición           |
| 2022 | 1.111.923 (3º) | 23,74%     | 31/124                 | 9   | Oposición           |

- Datos: Q827589